# Rodbina Schleswig-Holstein-Sonderburg-Glücksburg
Rodbina Schleswig-Holstein-Sonderburg-Glücksburg (dansko: Slesvig-Holsten-Sønderborg-Lyksborg), poznana enostavno kot rodbina Glücksburg, je nemška vojvodska vladarska hiša.
Mlajša veja te hiše vključujejo kraljeve dinastije Danske, Norveške in Grčije. Karel III., kralj Združenega kraljestva Velike Britanije in Severne Irske in drugih kraljestev Commonwealtha, uradno pripada Hiši Windsor, vendar pripada tudi kadetski veji rodbine Schleswig-Holstein-Sonderburg-Glücksburga.

## Nemčija

### Vojvoda Schleswig-Holstein-Sonderburg-Glücksburški
Vojvode Schleswig-Holstein-Sonderburg-Glücksburški predstavljajo starejšo moško linijo družine, ki ima skrbništvo nad dinastijo Glücksburg in celotno dinastijo Oldenburg.
| Slika | Ime                                                                 | Življenje | Vladanje  |
| ----- | ------------------------------------------------------------------- | --------- | --------- |
|       | Friderik Viljem, vojvoda Schleswig-Holstein-Sonderburg-Glücksburški | 1785-1831 | 1825-1831 |
|       | Karl, vojvoda Schleswig-Holstein-Sonderburg-Glücksburški            | 1813-1878 | 1831-1878 |
|       | Friderik, vojvoda Schleswig-Holstein-Sonderburg-Glücksburški        | 1814-1885 | 1878-1885 |
|       | Friderik Ferdinand, vojvoda Schleswig-Holsteinski                   | 1855-1934 | 1885-1934 |
|       | Viljem Friderik, vojvoda Schleswig-Holsteinski                      | 1891-1965 | 1934-1965 |
|       | Peter, vojvoda Schleswig-Holsteinski                                | 1922-1980 | 1965-1980 |
|       | Krištof, princ Schleswig-Holsteinski                                | 1949-     | 1980-     |

Prestolonaslednik je Friderik Ferdinand, princ Schleswig-Holsteinski (roj. 1985).

## Danska

### Kralji Danske
Leta 1853 je bil Kristjan, princ Schleswig-Holstein-Sonderburg-Glücksburški prestolonaslednik na danski prestol in leta 1863 se je povzpel na prestol. Njegov oče je bil Friderik Viljem, vojvoda Schleswig-Holstein-Sonderburg-Glücksburški.
| Slika | Ime                   | Življenje | Vladanje  | Dodatni naslovi |
| ----- | --------------------- | --------- | --------- | --- |
|       | Kristjan IX. Danski   | 1818-1906 | 1863-1906 | Kralj Vendov Kralj Gotov Vojvoda Schleswiški, Holsteinski, Stormarnski, Dithmarschenski, Lauenburški in Oldenburški Po prevzemu prestola: Princ Schleswig-Holstein-Sonderburg-Glücksburga |
|       | Friderik VIII. Danski | 1843-1912 | 1906-1912 | Kralj Vendov Kralj Gotov Vojvoda Schleswiški, Holsteinski, Stormarnski, Dithmarschenski, Lauenburški in Oldenburški                                                                       |
|       | Kristjan X. Danski    | 1870-1947 | 1912-1947 | Kralj Islandije (uporabljen od leta 1918 do 1944) Kralj Vendov Kralj Gotov Vojvoda Schleswiški, Holsteinski, Stormarnski, Dithmarschenski, Lauenburški in Oldenburški                     |
|       | Friderik IX. Danski   | 1899-1972 | 1947-1972 | Kralj Vendov Kralj Gotov Vojvoda Schleswiški, Holsteinski, Stormarnski, Dithmarschenski, Lauenburški in Oldenburški                                                                       |
|       | Margareta II. Danska  | 1940-     | 1972-     | |

Prestolonaslednik je Friderik (roj. 1968), ki po očetu pripada dinastiji Monpezat.

### Grof Rosenborški
Mlajši danski princi so dobili plemiški naslov grof Rosenborški, skupaj z nazivom njegova ekscelenca.

## Grčija

### Kralji Grčije
Leta 1863 in z imenom Jurij I. je princ Viljem Danski postal grški kralj. Njegov oče je bil kralj Kristjan IX. Danski.
| Slika | Ime                  | Življenje  | Vladanje            | Dodatni naslovi                                              |
| ----- | -------------------- | ---------- | ------------------- | ------------------------------------------------------------ |
|       | Jurij I. Grški       | 1845 -1913 | 1863-1913           | Princ Danske Princ Schleswig-Holstein-Sonderburg-Glücksburga |
|       | Konstantin I. Grški  | 1868-1923  | 1913-1917 1920–1922 | Princ Danske Princ Schleswig-Holstein-Sonderburg-Glücksburga |
|       | Aleksander Grški     | 1893-1920  | 1917-1920           | Princ Danske Princ Schleswig-Holstein-Sonderburg-Glücksburga |
|       | Jurij II. Grški      | 1890-1947  | 1922-1924 1935-1947 | Princ Danske Princ Schleswig-Holstein-Sonderburg-Glücksburga |
|       | Pavel Grški          | 1901-1964  | 1947-1964           | Princ Danske Princ Schleswig-Holstein-Sonderburg-Glücksburga |
|       | Konstantin II. Grški | 1940-      | 1964–1973           | Princ Danske Princ Schleswig-Holstein-Sonderburg-Glücksburga |

Nosilec
| Slika | Ime                  | Življenje | Vladanje | Dodatni nazivi                                               |
| ----- | -------------------- | --------- | -------- | ------------------------------------------------------------ |
|       | Konstantin II. Grški | 1940-     | 1973-    | Princ Danske Princ Schleswig-Holstein-Sonderburg-Glücksburga |

Prestolonaslednik je Pavel (roj. 1967).

## Norveška

### Kralji Norveške
Leta 1905 in z imenom Haakon VII. je princ Karl Danski postal norveški kralj. Njegov oče je bil kralj Friderik VIII. Danski in eden izmed njegovih stricev je bil kralj Jurij I. Grški.
| Slika | Ime                  | Življenje | Vladanje  | Dodatni naslovi                                              |
| ----- | -------------------- | --------- | --------- | ------------------------------------------------------------ |
|       | Haakon VII. Norveški | 1872-1957 | 1905-1957 | Princ Danske Princ Schleswig-Holstein-Sonderburg-Glücksburga |
|       | Olaf V. Norveški     | 1903-1991 | 1957-1991 | Princ Danske Princ Schleswig-Holstein-Sonderburg-Glücksburga |
|       | Harald V. Norveški   | 1937-     | 1991-     | Princ Danske Princ Schleswig-Holstein-Sonderburg-Glücksburga |

Prestolonaslednik je Haakon (roj. 1973).

## Islandija

### Kralj Islandije
Leta 1918 je Islandija postala iz avtohtone danske province v kraljestvo. Kralj Kristjan X. Danski je bil od tedaj kralj Danske in Islandije. To je trajalo do leta 1944, ko je Islandija razpustila zvezo med tema dvema državama. Kristjan X. je bil edini vladar, ki je nosil izrazit islandski naziv in je uporabljal isto CX šifro in isto vrstno število (X.) kot na Danskem.
| Slika | Ime                   | Življenje | Vladanje  | Dodatni naslovi |
| ----- | --------------------- | --------- | --------- | --- |
|       | Kristjan X. Islandski | 1870-1947 | 1918-1944 | Kralj Danske Kralj Vendov Kralj Gotov vojvoda Schleswiški, Holsteinski, Stormarnski, Dithmarschnski, Lauenburški in Oldenburški |

Prestolonaslednik je bil njegov sin Friderik IX. Danski (1899-1972).

## Združeno kraljestvo Velike Britanije in Severne Irske

### Vojvoda Edinburški
Leta 1947 je Filip Schleswig-Holstein-Sonderburg-Glücksburški, princ Grčije in Danske, ki je odstopil vse svoje naslove in prevzel priimek Mountbatten, dobil naziv vojvoda Edinburški od svojega tasta, britanskega kralja Jurija VI.. Prvih sedemnajst mest v liniji za nasledstvo britanskega prestola držijo potomci vojvode Edinburškega.
| Slika | Ime                                   | Življenje | Vladanje | Dodatni naslovi                   |
| ----- | ------------------------------------- | --------- | -------- | --------------------------------- |
|       | Filip Mountbatten, vojvoda Edinburški | 1921-2021 | 1947-    | grof Merionetski Baron Greenwiški |

Naslednik naslova je Charles, valižanski princ (roj. 1948).

## Družinsko drevo
Vojvoda Schleswig-Holstein-Sonderburg-Glücksburški
      Danski kralj
      Grški kralj
      Norveški kralj
      Vojvoda Edinburški

|  |  |                              |                              |                              |                              |                              |                              |                |                |                       |                       |                       |                       |                       |                       |                   |                   |                          |                          | Friderik Viljem 1785-1831 |                          |                          |                          |  |  |                     |                     |                        |                        |                         |                         |                         |                         |                          |                          |                          |                          |                          |                          |                     |                     |                     |                     |                 |                 |                         |                         |                         |                         |                         |                         |                        |                        |                        |                        |  |  |  |  |  |  |  |  |  |  |  |  |  |  |  |  |  |  |  |  |  |  |  |  |  |  |  |  |  |  |  |  |  |  |  |  |  |  |
|  |  |                              |                              |                              |                              |                              |                              |                |                |                       |                       |                       |                       |                       |                       |                   |                   |                          |                          |                           |                          |                          |                          |  |  |                     |                     |                        |                        |                         |                         |                         |                         |                          |                          |                          |                          |                          |                          |                     |                     |                     |                     |                 |                 |                         |                         |                         |                         |                         |                         |                        |                        |                        |                        |  |  |  |  |  |  |  |  |  |  |  |  |  |  |  |  |  |  |  |  |  |  |  |  |  |  |  |  |  |  |  |  |  |  |  |  |  |  |
|  |  |                              |                              |                              |                              |                              |                              |                |                |                       |                       |                       |                       |                       |                       |                   |                   |                          |                          |                           |                          |                          |                          |  |  |                     |                     |                        |                        |                         |                         |                         |                         |                          |                          |                          |                          |                          |                          |                     |                     |                     |                     |                 |                 |                         |                         |                         |                         |                         |                         |                        |                        |                        |                        |  |  |  |  |  |  |  |  |  |  |  |  |  |  |  |  |  |  |  |  |  |  |  |  |  |  |  |  |  |  |  |  |  |  |  |  |  |  |
|  |  |                              |                              | Karl 1813-1878               | Karl 1813-1878               | Karl 1813-1878               | Karl 1813-1878               | Karl 1813-1878 | Karl 1813-1878 |                       |                       |                       |                       | Fridrik 1814-1885     | Fridrik 1814-1885     | Fridrik 1814-1885 | Fridrik 1814-1885 | Fridrik 1814-1885        | Fridrik 1814-1885        |                           |                          |                          |                          |  |  |                     |                     | Kristjan IX. 1818-1906 | Kristjan IX. 1818-1906 | Kristjan IX. 1818-1906  | Kristjan IX. 1818-1906  | Kristjan IX. 1818-1906  | Kristjan IX. 1818-1906  |                          |                          |                          |                          |                          |                          |                     |                     |                     |                     |                 |                 |                         |                         |                         |                         |                         |                         |                        |                        |                        |                        |  |  |  |  |  |  |  |  |  |  |  |  |  |  |  |  |  |  |  |  |  |  |  |  |  |  |  |  |  |  |  |  |  |  |  |  |  |  |
|  |  |                              |                              | Karl 1813-1878               | Karl 1813-1878               | Karl 1813-1878               | Karl 1813-1878               | Karl 1813-1878 | Karl 1813-1878 |                       |                       |                       |                       | Fridrik 1814-1885     | Fridrik 1814-1885     | Fridrik 1814-1885 | Fridrik 1814-1885 | Fridrik 1814-1885        | Fridrik 1814-1885        |                           |                          |                          |                          |  |  |                     |                     | Kristjan IX. 1818-1906 | Kristjan IX. 1818-1906 | Kristjan IX. 1818-1906  | Kristjan IX. 1818-1906  | Kristjan IX. 1818-1906  | Kristjan IX. 1818-1906  |                          |                          |                          |                          |                          |                          |                     |                     |                     |                     |                 |                 |                         |                         |                         |                         |                         |                         |                        |                        |                        |                        |  |  |  |  |  |  |  |  |  |  |  |  |  |  |  |  |  |  |  |  |  |  |  |  |  |  |  |  |  |  |  |  |  |  |  |  |  |  |
|  |  |                              |                              |                              |                              |                              |                              |                |                |                       |                       |                       |                       |                       |                       |                   |                   |                          |                          |                           |                          |                          |                          |  |  |                     |                     |                        |                        |                         |                         |                         |                         |                          |                          |                          |                          |                          |                          |                     |                     |                     |                     |                 |                 |                         |                         |                         |                         |                         |                         |                        |                        |                        |                        |  |  |  |  |  |  |  |  |  |  |  |  |  |  |  |  |  |  |  |  |  |  |  |  |  |  |  |  |  |  |  |  |  |  |  |  |  |  |
|  |  | Friderik Ferdinand 1855-1934 | Friderik Ferdinand 1855-1934 | Friderik Ferdinand 1855-1934 | Friderik Ferdinand 1855-1934 | Friderik Ferdinand 1855-1934 | Friderik Ferdinand 1855-1934 |                |                |                       |                       |                       |                       |                       |                       |                   |                   | Friderik VIII. 1843-1912 | Friderik VIII. 1843-1912 | Friderik VIII. 1843-1912  | Friderik VIII. 1843-1912 | Friderik VIII. 1843-1912 | Friderik VIII. 1843-1912 |  |  |                     |                     |                        |                        |                         |                         |                         |                         |                          |                          |                          |                          | Jurij I. 1845 -1913      | Jurij I. 1845 -1913      | Jurij I. 1845 -1913 | Jurij I. 1845 -1913 | Jurij I. 1845 -1913 | Jurij I. 1845 -1913 |                 |                 |                         |                         |                         |                         |                         |                         |                        |                        |                        |                        |  |  |  |  |  |  |  |  |  |  |  |  |  |  |  |  |  |  |  |  |  |  |  |  |  |  |  |  |  |  |  |  |  |  |  |  |  |  |
|  |  | Friderik Ferdinand 1855-1934 | Friderik Ferdinand 1855-1934 | Friderik Ferdinand 1855-1934 | Friderik Ferdinand 1855-1934 | Friderik Ferdinand 1855-1934 | Friderik Ferdinand 1855-1934 |                |                |                       |                       |                       |                       |                       |                       |                   |                   | Friderik VIII. 1843-1912 | Friderik VIII. 1843-1912 | Friderik VIII. 1843-1912  | Friderik VIII. 1843-1912 | Friderik VIII. 1843-1912 | Friderik VIII. 1843-1912 |  |  |                     |                     |                        |                        |                         |                         |                         |                         |                          |                          |                          |                          | Jurij I. 1845 -1913      | Jurij I. 1845 -1913      | Jurij I. 1845 -1913 | Jurij I. 1845 -1913 | Jurij I. 1845 -1913 | Jurij I. 1845 -1913 |                 |                 |                         |                         |                         |                         |                         |                         |                        |                        |                        |                        |  |  |  |  |  |  |  |  |  |  |  |  |  |  |  |  |  |  |  |  |  |  |  |  |  |  |  |  |  |  |  |  |  |  |  |  |  |  |
|  |  |                              |                              |                              |                              |                              |                              |                |                |                       |                       |                       |                       |                       |                       |                   |                   |                          |                          |                           |                          |                          |                          |  |  |                     |                     |                        |                        |                         |                         |                         |                         |                          |                          |                          |                          |                          |                          |                     |                     |                     |                     |                 |                 |                         |                         |                         |                         |                         |                         |                        |                        |                        |                        |  |  |  |  |  |  |  |  |  |  |  |  |  |  |  |  |  |  |  |  |  |  |  |  |  |  |  |  |  |  |  |  |  |  |  |  |  |  |
|  |  | Viljem Friderik 1891-1965    | Viljem Friderik 1891-1965    | Viljem Friderik 1891-1965    | Viljem Friderik 1891-1965    | Viljem Friderik 1891-1965    | Viljem Friderik 1891-1965    |                |                | Haakon VII. 1872-1957 | Haakon VII. 1872-1957 | Haakon VII. 1872-1957 | Haakon VII. 1872-1957 | Haakon VII. 1872-1957 | Haakon VII. 1872-1957 |                   |                   | Kristjan X. 1870-1947    | Kristjan X. 1870-1947    | Kristjan X. 1870-1947     | Kristjan X. 1870-1947    | Kristjan X. 1870-1947    | Kristjan X. 1870-1947    |  |  |                     |                     |                        |                        | Konstantin I. 1868-1923 | Konstantin I. 1868-1923 | Konstantin I. 1868-1923 | Konstantin I. 1868-1923 | Konstantin I. 1868-1923  | Konstantin I. 1868-1923  |                          |                          |                          |                          |                     |                     |                     |                     |                 |                 |                         |                         |                         |                         | Princ Andrej 1882-1944  | Princ Andrej 1882-1944  | Princ Andrej 1882-1944 | Princ Andrej 1882-1944 | Princ Andrej 1882-1944 | Princ Andrej 1882-1944 |  |  |  |  |  |  |  |  |  |  |  |  |  |  |  |  |  |  |  |  |  |  |  |  |  |  |  |  |  |  |  |  |  |  |  |  |  |  |
|  |  | Viljem Friderik 1891-1965    | Viljem Friderik 1891-1965    | Viljem Friderik 1891-1965    | Viljem Friderik 1891-1965    | Viljem Friderik 1891-1965    | Viljem Friderik 1891-1965    |                |                | Haakon VII. 1872-1957 | Haakon VII. 1872-1957 | Haakon VII. 1872-1957 | Haakon VII. 1872-1957 | Haakon VII. 1872-1957 | Haakon VII. 1872-1957 |                   |                   | Kristjan X. 1870-1947    | Kristjan X. 1870-1947    | Kristjan X. 1870-1947     | Kristjan X. 1870-1947    | Kristjan X. 1870-1947    | Kristjan X. 1870-1947    |  |  |                     |                     |                        |                        | Konstantin I. 1868-1923 | Konstantin I. 1868-1923 | Konstantin I. 1868-1923 | Konstantin I. 1868-1923 | Konstantin I. 1868-1923  | Konstantin I. 1868-1923  |                          |                          |                          |                          |                     |                     |                     |                     |                 |                 |                         |                         |                         |                         | Princ Andrej 1882-1944  | Princ Andrej 1882-1944  | Princ Andrej 1882-1944 | Princ Andrej 1882-1944 | Princ Andrej 1882-1944 | Princ Andrej 1882-1944 |  |  |  |  |  |  |  |  |  |  |  |  |  |  |  |  |  |  |  |  |  |  |  |  |  |  |  |  |  |  |  |  |  |  |  |  |  |  |
|  |  |                              |                              |                              |                              |                              |                              |                |                |                       |                       |                       |                       |                       |                       |                   |                   |                          |                          |                           |                          |                          |                          |  |  |                     |                     |                        |                        |                         |                         |                         |                         |                          |                          |                          |                          |                          |                          |                     |                     |                     |                     |                 |                 |                         |                         |                         |                         |                         |                         |                        |                        |                        |                        |  |  |  |  |  |  |  |  |  |  |  |  |  |  |  |  |  |  |  |  |  |  |  |  |  |  |  |  |  |  |  |  |  |  |  |  |  |  |
|  |  | Peter 1922-1980              | Peter 1922-1980              | Peter 1922-1980              | Peter 1922-1980              | Peter 1922-1980              | Peter 1922-1980              |                |                | Olaf V. 1903-1991     | Olaf V. 1903-1991     | Olaf V. 1903-1991     | Olaf V. 1903-1991     | Olaf V. 1903-1991     | Olaf V. 1903-1991     |                   |                   | Friderik IX. 1899-1972   | Friderik IX. 1899-1972   | Friderik IX. 1899-1972    | Friderik IX. 1899-1972   | Friderik IX. 1899-1972   | Friderik IX. 1899-1972   |  |  | Jurij II. 1890-1947 | Jurij II. 1890-1947 | Jurij II. 1890-1947    | Jurij II. 1890-1947    | Jurij II. 1890-1947     | Jurij II. 1890-1947     |                         |                         | Aleksander 1893-1920     | Aleksander 1893-1920     | Aleksander 1893-1920     | Aleksander 1893-1920     | Aleksander 1893-1920     | Aleksander 1893-1920     |                     |                     | Pavel 1901-1964     | Pavel 1901-1964     | Pavel 1901-1964 | Pavel 1901-1964 | Pavel 1901-1964         | Pavel 1901-1964         |                         |                         |                         |                         |                        |                        |                        |                        |  |  |  |  |  |  |  |  |  |  |  |  |  |  |  |  |  |  |  |  |  |  |  |  |  |  |  |  |  |  |  |  |  |  |  |  |  |  |
|  |  | Peter 1922-1980              | Peter 1922-1980              | Peter 1922-1980              | Peter 1922-1980              | Peter 1922-1980              | Peter 1922-1980              |                |                | Olaf V. 1903-1991     | Olaf V. 1903-1991     | Olaf V. 1903-1991     | Olaf V. 1903-1991     | Olaf V. 1903-1991     | Olaf V. 1903-1991     |                   |                   | Friderik IX. 1899-1972   | Friderik IX. 1899-1972   | Friderik IX. 1899-1972    | Friderik IX. 1899-1972   | Friderik IX. 1899-1972   | Friderik IX. 1899-1972   |  |  | Jurij II. 1890-1947 | Jurij II. 1890-1947 | Jurij II. 1890-1947    | Jurij II. 1890-1947    | Jurij II. 1890-1947     | Jurij II. 1890-1947     |                         |                         | Aleksander 1893-1920     | Aleksander 1893-1920     | Aleksander 1893-1920     | Aleksander 1893-1920     | Aleksander 1893-1920     | Aleksander 1893-1920     |                     |                     | Pavel 1901-1964     | Pavel 1901-1964     | Pavel 1901-1964 | Pavel 1901-1964 | Pavel 1901-1964         | Pavel 1901-1964         |                         |                         |                         |                         |                        |                        |                        |                        |  |  |  |  |  |  |  |  |  |  |  |  |  |  |  |  |  |  |  |  |  |  |  |  |  |  |  |  |  |  |  |  |  |  |  |  |  |  |
|  |  |                              |                              |                              |                              |                              |                              |                |                |                       |                       |                       |                       |                       |                       |                   |                   |                          |                          |                           |                          |                          |                          |  |  |                     |                     |                        |                        |                         |                         |                         |                         |                          |                          |                          |                          |                          |                          |                     |                     |                     |                     |                 |                 |                         |                         |                         |                         |                         |                         |                        |                        |                        |                        |  |  |  |  |  |  |  |  |  |  |  |  |  |  |  |  |  |  |  |  |  |  |  |  |  |  |  |  |  |  |  |  |  |  |  |  |  |  |
|  |  | Krištof roj. 1949            | Krištof roj. 1949            | Krištof roj. 1949            | Krištof roj. 1949            | Krištof roj. 1949            | Krištof roj. 1949            |                |                | Harald V. roj. 1937   | Harald V. roj. 1937   | Harald V. roj. 1937   | Harald V. roj. 1937   | Harald V. roj. 1937   | Harald V. roj. 1937   |                   |                   | Margareta II. roj. 1940  | Margareta II. roj. 1940  | Margareta II. roj. 1940   | Margareta II. roj. 1940  | Margareta II. roj. 1940  | Margareta II. roj. 1940  |  |  |                     |                     |                        |                        |                         |                         |                         |                         | Konstantin II. roj. 1940 | Konstantin II. roj. 1940 | Konstantin II. roj. 1940 | Konstantin II. roj. 1940 | Konstantin II. roj. 1940 | Konstantin II. roj. 1940 |                     |                     |                     |                     |                 |                 | Princ Filip roj. 1921   | Princ Filip roj. 1921   | Princ Filip roj. 1921   | Princ Filip roj. 1921   | Princ Filip roj. 1921   | Princ Filip roj. 1921   |                        |                        |                        |                        |  |  |  |  |  |  |  |  |  |  |  |  |  |  |  |  |  |  |  |  |  |  |  |  |  |  |  |  |  |  |  |  |  |  |  |  |  |  |
|  |  | Krištof roj. 1949            | Krištof roj. 1949            | Krištof roj. 1949            | Krištof roj. 1949            | Krištof roj. 1949            | Krištof roj. 1949            |                |                | Harald V. roj. 1937   | Harald V. roj. 1937   | Harald V. roj. 1937   | Harald V. roj. 1937   | Harald V. roj. 1937   | Harald V. roj. 1937   |                   |                   | Margareta II. roj. 1940  | Margareta II. roj. 1940  | Margareta II. roj. 1940   | Margareta II. roj. 1940  | Margareta II. roj. 1940  | Margareta II. roj. 1940  |  |  |                     |                     |                        |                        |                         |                         |                         |                         | Konstantin II. roj. 1940 | Konstantin II. roj. 1940 | Konstantin II. roj. 1940 | Konstantin II. roj. 1940 | Konstantin II. roj. 1940 | Konstantin II. roj. 1940 |                     |                     |                     |                     |                 |                 | Princ Filip roj. 1921   | Princ Filip roj. 1921   | Princ Filip roj. 1921   | Princ Filip roj. 1921   | Princ Filip roj. 1921   | Princ Filip roj. 1921   |                        |                        |                        |                        |  |  |  |  |  |  |  |  |  |  |  |  |  |  |  |  |  |  |  |  |  |  |  |  |  |  |  |  |  |  |  |  |  |  |  |  |  |  |
|  |  | Friderik Ferdinand roj. 1985 | Friderik Ferdinand roj. 1985 | Friderik Ferdinand roj. 1985 | Friderik Ferdinand roj. 1985 | Friderik Ferdinand roj. 1985 | Friderik Ferdinand roj. 1985 |                |                | Haakon roj. 1973      | Haakon roj. 1973      | Haakon roj. 1973      | Haakon roj. 1973      | Haakon roj. 1973      | Haakon roj. 1973      |                   |                   | Friderik roj. 1968       | Friderik roj. 1968       | Friderik roj. 1968        | Friderik roj. 1968       | Friderik roj. 1968       | Friderik roj. 1968       |  |  |                     |                     |                        |                        |                         |                         |                         |                         | Pavel roj. 1967          | Pavel roj. 1967          | Pavel roj. 1967          | Pavel roj. 1967          | Pavel roj. 1967          | Pavel roj. 1967          |                     |                     |                     |                     |                 |                 | Princ Charles roj. 1948 | Princ Charles roj. 1948 | Princ Charles roj. 1948 | Princ Charles roj. 1948 | Princ Charles roj. 1948 | Princ Charles roj. 1948 |                        |                        |                        |                        |  |  |  |  |  |  |  |  |  |  |  |  |  |  |  |  |  |  |  |  |  |  |  |  |  |  |  |  |  |  |  |  |  |  |  |  |  |  |

## Zunanji sklici
- Grad Glücksburg
- Danska kraljeva hiša
- Norveška kraljeva hiša